# Jānis Andersons
Jānis Andersons (ur. 7 października 1986 w Rydze, Łotewska SRR) – łotewski hokeista, reprezentant Łotwy.

## Kariera
- HS Prizma Ryga (2001–2003)
- HK Riga 2000 (2002)
- Stocksunds IF J18 (2003–2004)
- AIK J20 / AIK (2004–2005)
- Almtuna IS J20 / Almtuna IS (2005–2006)
- HK Riga 2000 (2006)
- VHK Vsetín (2007)
- HC Oceláři Trzyniec (2007–2010)
  -  HC Hawierzów (2009)
  -  HC Dukla Jihlava (2009)
  -  HC Šumperk (2010)
- Dinamo Ryga (2010–2012)
  -  Liepājas Metalurgs (2010–2012)
- Kompańjon Kijów (2012–2013)
- HC Dukla Jihlava (2013)
- Heilbronner Falken (2013–2014)
- HK Dukla Trenczyn (2014–2015)
- HKm Zvolen (2015–2018)
- MsHK Zilina (2018)
- HC Nové Zámky (2018–2019)
  -  HC Nové Zámky B (2018/2019)
- HC 07 Detva (2019–2020)
- GKS Katowice (2020–2021)
- HK MŠK Žiar nad Hronom (2021–)

Wychowanek klubu LB. Od sierpnia do września 2013 ponownie zawodnik czeskiego klubu HC Dukla Jihlava. Od października 2013 zawodnik niemieckiej drużyny Heilbronner Falken. Od lipca 2014 zawodnik Dukli Trenczyn. Od czerwca 2015 do stycznia 2018 zawodnik HKm Zwoleń. W styczniu 2018 przeszedł do MsHK Zilina, w lipcu 2018 do HC Nové Zámky, a w połowie 2019 do HC 07 Detva. W czerwcu 2020 został ogłoszony jego transfer do GKS Katowice w rozgrywkach Polskiej Hokej Ligi. Po sezonie 2020/2021 przeszedł do HK MŠK Žiar nad Hronom.
Uczestniczył w turniejach mistrzostw świata juniorów do lat 18 edycji 2003, 2004 (Dywizja I), mistrzostw świata juniorów do lat 20 edycji 2005 (Dywizja I), 2006 (Elita), seniorskich mistrzostw świata w 2010, 2011, 2012, 2013, 2015, 2016.

## Sukcesy

### Reprezentacyjne
- Awans do Elity mistrzostw świata do lat 20: 2005